# 天野康景
天野康景（1537年—1613年4月14日）是日本戰國時代及江戶時代前期的武將、大名。德川氏家臣。駿河國興國寺藩藩主。父親是天野景隆（甚右衛門尉）。

## 生平
在天文6年（1537年）出生。在年幼時期開始擔任德川家康的小姓，於家康身為人質期間亦伴隨左右。永祿6年（1563年），在三河一向一揆爆發時，雖然部分天野一族的一向門徒加入一揆方，但是自身則改宗，並歸屬家康方而建立軍功。與本多重次、高力清長並列為「三河三奉行」，時人有「佛高力、鬼作左、無邊天野三郎兵衛」（仏高力、鬼作左、どちへんなきは天野三郎兵衛）（清長為寬大、重次為剛毅、康景為慎重）之評價。
天正14年（1586年），受命統率甲賀忍者，領有2千2百貫高。在家康移封關東後，被賜予下總國中3千石，同時擔任江戶町奉行。慶長6年（1601年），被賜予1萬石，並成為駿河國興國寺藩藩主，致力於藩政包括農政及治水等工事。
慶長11年（1607年），貯存的竹木被偷走，家臣為了阻止偷盜者（天領的領民）而將之殺傷。與要求交出殺傷的下手人的天領代官井出甚助相爭，逃走的農民更向家康直訴。家康在駿府召來二人解釋，因為家康認為康景不是搬弄是非的人，因此保留處斷，並派遣本多正純與康景見面。在正純到達後，被正純游說並要求交出下手人，因此被激怒。翌年12年3月9日（1607年4月5日），因為放棄城池並與兒子康宗一同出奔，於是被改易處分。
此後，進入到小田原（現今神奈川縣南足柄市）的西念寺。在慶長18年（1613年）2月24日於當地死去。享年77歲。兒子康宗在寬永5年（1628年）獲得赦免並被賜予1千俵，天野氏在後來以1千石知行擔任中堅旗本而存續。

## 登場作品
- 『江～公主們的戰國～』（NHK大河劇，2011年，演員：鶴田忍）

## 外部連結
- 武家家伝＿遠江天野氏（页面存档备份，存于）